# Christina Enschedé
Christina Gerarda Enschedé (Haarlem, 1791. december 10. – Haarlem, 1873. március 6.) holland festőnő.

## Életpályája

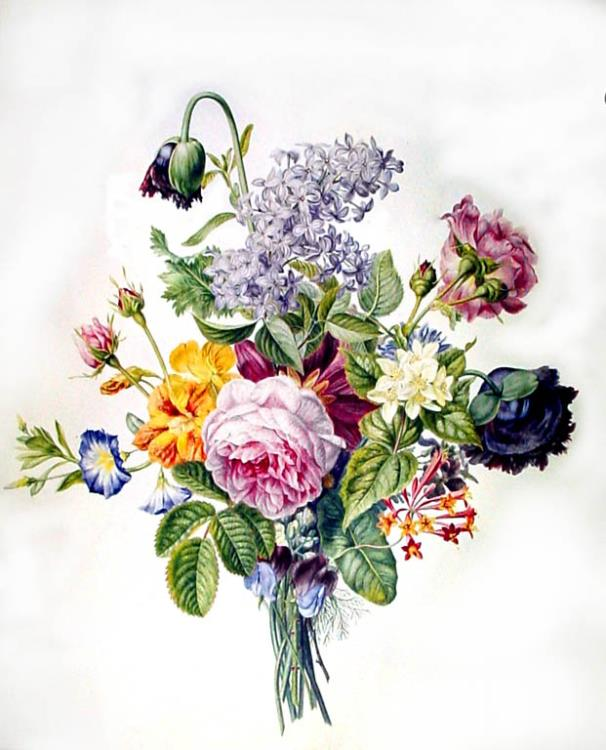
Akvarell csokorral

Haarlemben született 1791. december 10-én, kilenc gyermek közül ötödikként, ifj. Johannes Enschedé  és Johanna Elisabeth Swaving harmadik lányaként. Apja 1799-ben bekövetkezett korai halála után a családi vállalkozás tagja lett. Ő és nővére, Sandrina rajzleckéket vettek, és aktívak voltak édesanyjuk színházi társaságában is. A Teylers Múzeumban mindkét nő akvarellfestményei találhatók.
Christina Enschedé főleg 1830 körülre datálható, Vincent Jansz van der Vinne stílusában készült gyümölcs- és virágcsendéleteiről ismert. 1829-ben egy festményét Jan van Walrénak adta, aki verset írt róla.
Vándorlásainak kedvelt úti célja Svájc volt. Két portfólió maradt fenn utazási vázlatokkal.
Soha nem ment férjhez, és egy, a családi vállalkozás közelében lévő házban élt, az Oude Groenmarkton, a St. Bavochurch mögött, ott is van eltemetve a családi sírban.